# Egon Busek
Egon Busek (ur. 10 stycznia 1878, zm. po 1934) – pułkownik dyplomowany inżynier saperów Wojska Polskiego.

## Życiorys
W 1900 roku pełnił służbę w c. i k. pułku kolejowym i telegraficznym w Korneuburgu (niem. k. u. k. Eisenbahn- und Telegraphenregiment), w stopniu podporucznika ze starszeństwem z 1 września 1899 roku. W latach 1902–1904 był słuchaczem Wyższego Kursu Inżynierskiego (niem. Höherer Geniekurs) w Wiedniu. 1904, po ukończeniu kursu, otrzymał tytuł „oficer przydzielony do Sztabu Inżynieryjnego” i został przydzielony do Dyrekcji Inżynierii w Przemyślu, pozostając oficerem nadetatowym pułku kolejowego i telegraficznego. 1 maja 1904 został mianowany porucznikiem. 1 listopada 1906 został mianowany kapitanem. W tym samym roku został przeniesiony do Galicyjskiego pułku piechoty w Tarnowie. W 1909, po odbyciu stażu liniowego, otrzymał tytuł „oficer Sztabu Inżynieryjnego” i przydział do Dyrekcji Inżynierii w Trebinje, a w 1912 do Dyrekcji Inżynierii w Trydencie. Na stopień majora został mianowany 1 marca 1915, a na stopień podpułkownika ze starszeństwem z 1 lutego 1917 roku.
21 czerwca 1919 roku został przyjęty do Wojska Polskiego z byłej armii austro-węgierskiej w stopniu podpułkownika ze starszeństwem z dniem 1 lutego 1917 roku i przydzielony Departamentu III Ministerstwa Spraw Wojskowych w Warszawie. 29 maja 1920 roku został zatwierdzony w stopniu pułkownika z dniem 1 kwietnia 1920 roku, w korpusie inżynierii i saperów, w grupie oficerów byłej armii austro-węgierskiej. W 1921 roku, w związku z reorganizacją naczelnych władz wojskowych, został zwolniony ze stanowiska szefa Sekcji Komunikacyjnej Oddziału IV Sztabu Ministerstwa Spraw Wojskowych. „Zajmując z górą dwa lata to wysokie i odpowiedzialne stanowisko, przyczynił się swą sumienną pracą do postawienia na należytym poziomie organizacji wojskowej służby komunikacyjnej”. Z dniem 1 maja 1922 roku został przeniesiony w stan nieczynny na okres dwóch lat. 3 maja 1922 roku został zweryfikowany w stopniu pułkownika ze starszeństwem z dniem 1 czerwca 1919 roku i 3. lokatą w korpusie oficerów inżynierii i saperów. W latach 1923–1925 pozostawał w stanie nieczynnym, jako oficer nadetatowy 10 pułku saperów w Przemyślu. Przed 1928 rokiem został przeniesiony w stan spoczynku. Mieszkał w Ustroniu. W 1934 roku pozostawał w ewidencji Powiatowej Komendy Uzupełnień Warszawa Miasto III. Posiadał przydział mobilizacyjny do Oficerskiej Kadry Okręgowej Nr I i był wówczas „przewidziany do użycia w czasie wojny”.

## Ordery i odznaczenia
W czasie służby w c. i k. armii otrzymał:
- Order Żelaznej Korony III klasy z dekoracją wojenną i mieczami,
- Krzyż Zasługi Wojskowej III klasy z dekoracją wojenną,
- Krzyż Jubileuszowy Wojskowy[4]